# Kōri Zokusei Danshi to Kūru na Dōryō Joshi
Kōri Zokusei Danshi to Kūru na Dōryō Joshi (氷属性男子とクールな同僚女子?  lit. El chico de hielo y su genial colega femenina), también conocida como The Ice Guy and His Cool Female Colleague en inglés, es una serie de manga japonés escrito e ilustrado por Miyuki Tonogaya. Comenzó a serializarse en el sitio web de manga Gangan Pixiv de Square Enix el 12 de julio de 2019. Hasta el momento los capítulos individuales de la serie se han recopilado en once volúmenes tankōbon. Una adaptación de la serie a anime producido por los estudios Zero-G y Liber se estrenó el 4 de enero de 2023.

## Argumento
La historia gira en torno a Himuro-kun, un descendiente moderno de la Mujer de las Nieves del folclore japonés, y su aparentemente distante, excéntrica pero amable colega Fuyutsuki. Él tiende a congelar objetos cercanos o invocar una tormenta de nieve cuando está agitado, y también está enamorado en secreto de Fuyutsuki, sin embargo, ella es casi ajena a todo lo que la rodea.

## Personajes
Fuyutsuki-san (冬月さん?)
 Seiyū: Yui Ishikawa, Kristen McGuire (Inglés)
Fuyutsuki es una mujer con una personalidad tranquila y relajada. Es compañera de trabajo de Himuro y pasa su vida diaria con él en la oficina. Ella también es la persona que siempre está ahí para Himuro cada vez que se enfrenta a algún tipo de problema. Ella no es consciente del enamoramiento de Himuro hacia ella.
Himuro-kun (氷室くん?)
 Seiyū: Chiaki Kobayashi, Lee George (Inglés)
Himuro es descendiente de una yuki-onna (mujer de las nieves). En su vida diaria, pasa mucho tiempo trabajando y socializando con su compañera de trabajo Fuyutsuki (de la cual está enamorado). Como descendiente de una yuki-onna, Himuro congela las cosas que lo rodean cuando siente ciertas emociones. Aunque su entorno siempre es frío, Himuro es una persona cálida y amable. Le gustan las flores y los gatos, pero no puede acercarse demasiado a ninguno de ellos.
Otonashi (音無さん?)
 Seiyū: Ayane Sakura
Yukimin (ゆきみん?)
 Seiyū: Hiyori Nitta
Saejima (冴島くん?)
 Seiyū: Kōki Uchiyama, Austin Tindle (Inglés)
Saejima trabaja en el mismo lugar que Himuro, Fuyutsuki y Komori. Saejima es cercana a Komori y posiblemente tenga sentimientos románticos hacia ella. Sus conversaciones con ella generalmente la hacían sonrojarse, a pesar de que no tenía idea de sus sentimientos. Aunque Saejima y Komori no tienen ni idea de los sentimientos del otro, son plenamente conscientes de la situación de Himuro y Fuyutsuki. Cada vez que Himuro se pone nervioso, o una tormenta de nieve de emociones lo cubre, Saejima generalmente estará allí para hacer comentarios sobre la situación.
Katori (火鳥くん?)
 Seiyū: Shugo Nakamura
Komori (狐森さん?)
 Seiyū: Yumi Uchiyama, Caitlin Glass (Inglés)
Komori es descendiente de un youko (espíritu zorro japonés). Cada vez que pierde el foco, aparecen su cola y sus orejas. Komori trabaja en la misma oficina que Himuro y Fuyutsuki, y a menudo se burla de ellos por actuar como un objetivo de pareja cuando ni siquiera se dan cuenta. Komori es cercana a Saejima y, a veces, se pone nerviosa cuando habla con él. Komori para Saejima es lo mismo que Fuyutsuki para Himuro.

## Contenido de la obra

### Manga
Kōri Zokusei Danshi to Kūru na Dōryō Joshi es escrito e ilustrado por Miyuki Tonogaya. La serie inicialmente comenzó su lanzamiento en la cuenta de Twitter de Tonogaya el 3 de agosto de 2018. Comenzó a serializarse en el sitio web de manga Gangan Pixiv de Square Enix el 12 de julio de 2019. Square Enix recopila sus capítulos en volúmenes tankōbon. El primer volumen fue publicado el 22 de julio de 2019, y hasta el momento se ha lanzado once volúmenes.
En noviembre de 2021, Comikey anunció que obtuvo la licencia de la serie para su publicación en inglés.
| Volúmenes de manga publicados | Volúmenes de manga publicados | Volúmenes de manga publicados |
| Número                        | Fecha de lanzamiento          | ISBN                          |
| ----------------------------- | ----------------------------- | ----------------------------- |
| 1                             | 22 de julio de 2019           | ISBN 978-4-7575-6166-3        |
| 2                             | 21 de marzo de 2020           | ISBN 978-4-7575-6542-5        |
| 3                             | 22 de octubre de 2020         | ISBN 978-4-7575-6867-9        |
| 4                             | 22 de abril de 2021           | ISBN 978-4-7575-7206-5        |
| 5                             | 22 de noviembre de 2021       | ISBN 978-4-7575-7581-3        |
| 6                             | 22 de junio de 2022           | ISBN 978-4-7575-7979-8        |
| 7                             | 21 de diciembre de 2022       | ISBN 978-4-7575-8317-7        |
| 8                             | 22 de junio de 2023           | ISBN 978-4-7575-8619-2        |
| 9                             | 22 de enero de 2024           | ISBN 978-4-7575-9018-2        |
| 10                            | 21 de agosto de 2024          | ISBN 978-4-7575-9372-5        |
| 11                            | 20 de junio de 2025           | ISBN 978-4-7575-9909-3        |

### Anime
El 21 de junio de 2022 se anunció una adaptación de la serie de televisión de anime, producida por Zero-G y Liber. Está dirigida por Mankyū, con guiones escritos por Tomoko Konparu, diseños de personajes a cargo de Miyako Kanō y música compuesta por Ruka Kawada. La serie se estrenó el 4 de enero de 2023 en Tokyo MX y otras redes. El tema de apertura es «Frozen Midnight» de Takao Sakuma, mientras que el tema de cierre es «Rinaria» (リナリア?) de Nowlu. Crunchyroll obtuvo la licencia fuera de Asia.

## Recepción
En el Next Manga Award de 2019, la serie ocupó el puesto 12 en la categoría de manga web.

## Rerencias
1. 1 2 3 4  «「氷属性男子とクールな同僚女子」アニメ化！冬月さんは石川由依、氷室くんは小林千晃». Natalie (en japonés). Natasha, Inc. 21 de junio de 2022. Consultado el 6 de agosto de 2022.
2. 1 2 3 4  Mateo, Alex (23 de enero de 2023). «The Ice Guy and His Cool Female Colleague TV Anime Reveals English Dub's Cast, Premiere». Anime News Network. Consultado el 23 de enero de 2023.
3. ↑  tonomyu (3 de agosto de 2018). «【創作漫画】氷属性男子とクールな同僚女子» (tuit) (en japonés) – vía X/Twitter.
4. ↑  «氷属性男子とクールな同僚女子». Gangan Pixiv (en japonés). Consultado el 6 de agosto de 2022.
5. 1 2  «氷属性男子とクールな同僚女子 1» (en japonés). Square Enix. Consultado el 6 de agosto de 2022.
6. 1 2  «氷属性男子とクールな同僚女子 11» (en japonés). Square Enix. Consultado el 31 de mayo de 2025.
7. ↑  Hodgkins, Crystalyn (7 de noviembre de 2021). «Comikey Licenses 10 New Manga Including Arte, Fenrir, Hero Classroom» (en inglés). Anime News Network. Consultado el 6 de agosto de 2022.
8. ↑  «氷属性男子とクールな同僚女子 2» (en japonés). Square Enix. Consultado el 6 de agosto de 2022.
9. ↑  «氷属性男子とクールな同僚女子 3» (en japonés). Square Enix. Consultado el 6 de agosto de 2022.
10. ↑  «氷属性男子とクールな同僚女子 4» (en japonés). Square Enix. Consultado el 6 de agosto de 2022.
11. ↑  «氷属性男子とクールな同僚女子 5» (en japonés). Square Enix. Consultado el 6 de agosto de 2022.
12. ↑  «氷属性男子とクールな同僚女子 6» (en japonés). Square Enix. Consultado el 6 de agosto de 2022.
13. ↑  «氷属性男子とクールな同僚女子 7» (en japonés). Square Enix. Consultado el 28 de septiembre de 2023.
14. ↑  «氷属性男子とクールな同僚女子 8» (en japonés). Square Enix. Consultado el 28 de septiembre de 2023.
15. ↑  «氷属性男子とクールな同僚女子 9» (en japonés). Square Enix. Consultado el 14 de enero de 2024.
16. ↑  «氷属性男子とクールな同僚女子 10» (en japonés). Square Enix. Consultado el 27 de agosto de 2024.
17. ↑  Loo, Egan (21 de junio de 2022). «The Ice Guy and His Cool Female Colleague Manga Gets TV Anime» (en inglés). Anime News Network. Consultado el 6 de agosto de 2022.
18. ↑  Mateo, Alex (3 de agosto de 2022). «The Ice Guy and His Cool Female Colleague TV Anime Reveals Promo Video, Staff, 2023 Premiere» (en inglés). Anime News Network. Consultado el 6 de agosto de 2022.
19. 1 2  Hodgkins, Crystalyn (6 de noviembre de 2022). «The Ice Guy and His Cool Female Colleague TV Anime's New Video Unveils More Staff, Song Artists, January 4 Debut» (en inglés). Anime News Network. Consultado el 6 de noviembre de 2022.
20. ↑  Hodgkins, Crystalyn (30 de septiembre de 2022). «The Ice Guy and His Cool Female Colleague TV Anime Premieres in January 2023» (en inglés). Anime News Network. Consultado el 6 de noviembre de 2022.
21. ↑  «Crunchyroll Licenses Hell's Paradise, The Ancient Magus' Bride Season 2, Yuri Is My Job!, More Anime». Anime News Network (en inglés). 19 de noviembre de 2022. Consultado el 20 de noviembre de 2022.
22. ↑  Loveridge, Lynzee (22 de agosto de 2019). «SPY × FAMILY, Kusuriya no Hitorigoto Win Tsugi ni Kuru Manga Award 2019» (en inglés). Anime News Network. Consultado el 6 de agosto de 2022.